# Burg Kerpen (Saarland)
Die Burg Kerpen liegt mitten im Ort Illingen (Saar) im Talgrund des Flusses Ill. Sie ist nur noch in Teilen erhalten.

## Geschichte
Im Jahre 1359 ist die Burg erstmals belegt: Dietrich V. von Kerpen erklärt in einer Urkunde, er trage die Burg zu „Ildingen“ von den Grafen von Saarwerden zu Lehen. Es muss aber davon ausgegangen werden, dass die Burg schon früher erbaut wurde. Sein Vater, Dietrich IV. von Kerpen gelangte durch die Heirat mit Geneta von Warsberg in die Saargegend. Der Stammsitz derer von Kerpen befand sich auf der gleichnamigen Burg nördlich von Daun in der Eifel. Geneta war in erster Ehe mit Arnold von Sierck verheiratet. Daher ist anzunehmen, dass die Burg bereits zu jener Zeit bestand.
Im 16. Jahrhundert kam die Lehenshoheit der Burg im Erbgang an die Grafen von Nassau-Saarbrücken, die die Lehnsherrlichkeit bis zur Französischen Revolution innehatten. Die von Kerpen blieben bis zur Französischen Revolution die Lehnsnehmer. Um 1620 erreichte die Burg durch den Bau einer Vorburg den höchsten Stand ihres Ausbaus. Nach dem Ende des Dreißigjährigen Krieges, in dessen Verlauf die Burg zerstört wurde, ließ Johann Daniel von Kerpen die Anlage wiederherstellen. 1677 wurden die Burg und der Ort Illingen von französischen Truppen in Brand gesetzt, was einen langwierigen Wiederaufbau bis ins 18. Jahrhundert hinein nach sich zog.
Das im frühen 18. Jahrhundert in den Freiherrenstand erhobene Geschlecht von Kerpen gehörte zur (reichsunmittelbaren, d. h. nicht von einem Landesherrn abhängigen) Reichsritterschaft. 1748 verlegte Freiherr Lothar Franz von Kerpen (aufgrund seiner Funktionen als Beamter des Kurfürstentums Trier und als Ritterhauptmann des niederrheinischen Kantons der Reichsritterschaft) seinen Wohnsitz nach Koblenz, sodass ab diesem Zeitpunkt ein Amtmann der Burgverwaltung vorstand. Der Herrschaftsbereich der Freiherren von Kerpen umfasste im späten 18. Jahrhundert die Ortschaften Illingen, Gennweiler, Merchweiler und Wemmetsweiler (als geschlossenes Territorium) sowie Lixingen und Ruhlingen in Lothringen.
Freiherr Franz Georg von Kerpen verlor 1794 durch den Einmarsch französischer Revolutionstruppen seine Hoheitsrechte als Landesherr, erhielt die Burg jedoch 1806 unter Napoleon als Privatbesitz zurück. Er starb im Jahr 1825 ohne männliche Nachkommen. Nachdem seine Töchter die Burg 1830 an den Bergrat Leopold Sello verkauft hatten, verfiel die Anlage rasch, da sie der Umgebung als Steinbruch diente. Anfang des 20. Jahrhunderts erwarb die Gemeinde Illingen den Komplex und leitete erste Sanierungsmaßnahmen ein. 1951 wurde der verbliebene Rundturm der Kernburg saniert und ist seitdem eines der Wahrzeichen von Illingen. Die restaurierte Vorburg mit dem Fünfeckturm wurde Teil eines 1999 erbauten Hotel-Restaurants.

## Heutige Nutzung
Heute wird die Anlage als Freizeitraum genutzt. Im Juli findet das Burg- und Weiherfest statt, Konzerte und Veranstaltungen zahlreicher Illinger Vereine werden hier durchgeführt.

## Bauliche Beschreibung
Von der Hauptburg sind nur noch Teile der Umfassungsmauern sowie zwei Türme sichtbar. Die Anlage umschloss einen Hof von etwa 20 × 25 Metern, der zwischenzeitlich mit zwei großen Renaissance- oder Barockbauten zum Schloss ausgebaut war. An der Südwestecke steht das Füllmaterial eines quadratischen Turmes an, welcher wohl als Bergfried den Kern der spätmittelalterlichen Burgbefestigung ausmachte. Nur an dieser Stelle überhöhte das angrenzende Gelände die Burganlage. Ein Rundturm an der Südostecke der Hauptburg wurde 1951 instand gesetzt. In dessen Erdgeschoss befindet sich eine kleine spätgotische Burgkapelle, unter dem Spitzdach wurde ein kleiner Festsaal eingebaut. Von der einstigen Vorburg mit Ringmauer erhalten ist das Torhaus, welches in dieser Form 1605 errichtet wurde. Dem Torhaus vorgelagert ist eine kleine Stein Brücke über die Ill, welche in der Neuzeit eine frühere Zugbrücke ersetzte. Neben dem Torhaus befindet sich ein niedriger Wehrturm mit fünfeckigem Grundriss, der ursprünglich eine Eckbefestigung der Ringmauer bildete. Längs des davon abknickenden weiteren Mauerverlaufs errichtet ist das moderne Burghotel, an dessen unterer Rückseite noch Steine der ehemaligen Ringmauer zu erkennen sind. Der Rest der Ringmauer wurde vermutlich zwischen 1830 und dem Ende des 19. Jahrhunderts abgetragen und als Baumaterial verwendet. Durch eine auf einem Damm errichtete Straße vom restlichen Burgareal getrennt, steht etwas entfernt die alte Zehntscheune, die sich einstmals an die Innenseite der abgetragenen Ringmauer anlehnte. Sie wird heute als Wohnhaus genutzt und befindet sich in Privatbesitz. Eigentümer der restlichen, frei zugänglichen Anlage ist die Gemeinde Illingen.

Galerie
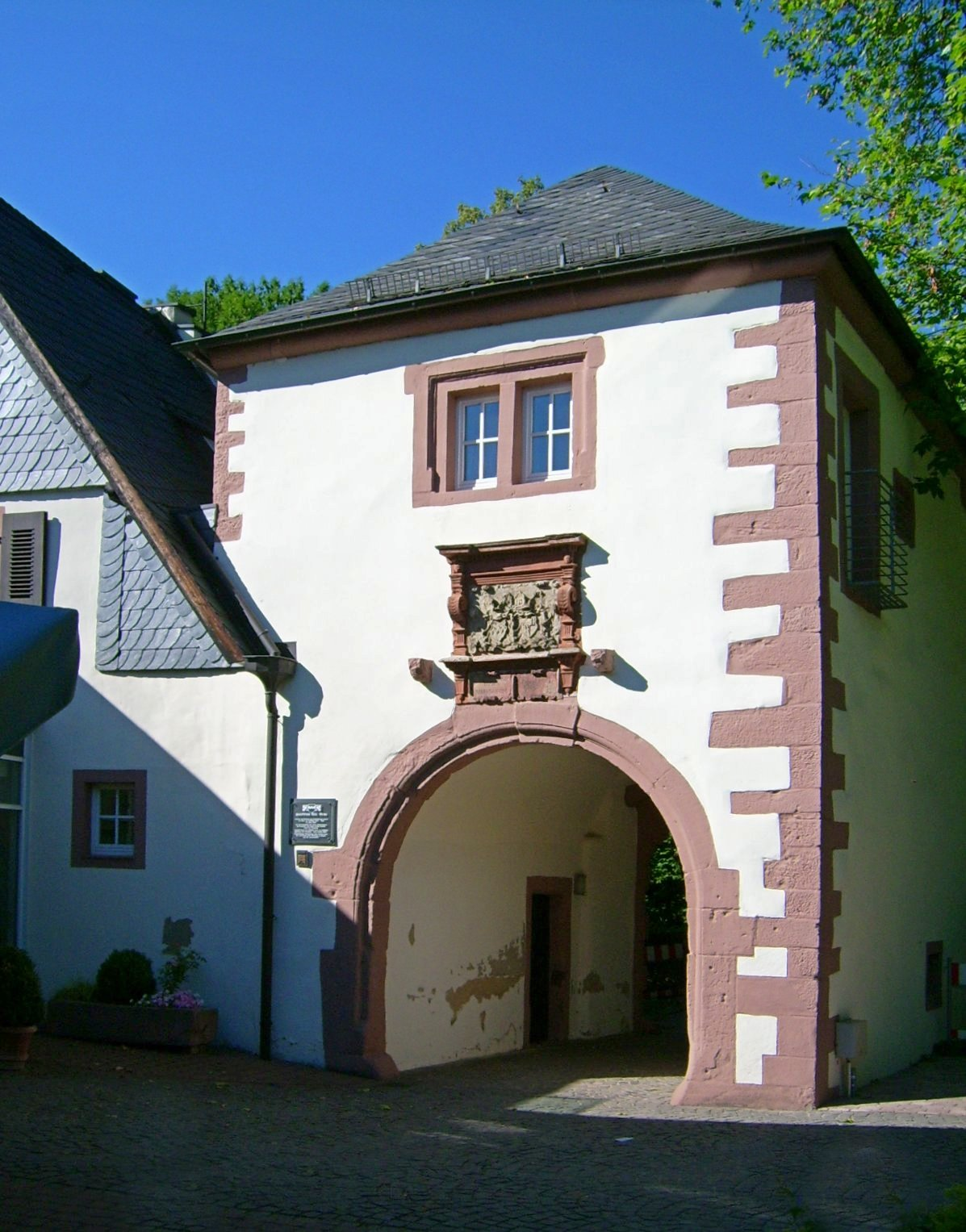
Tordurchfahrt
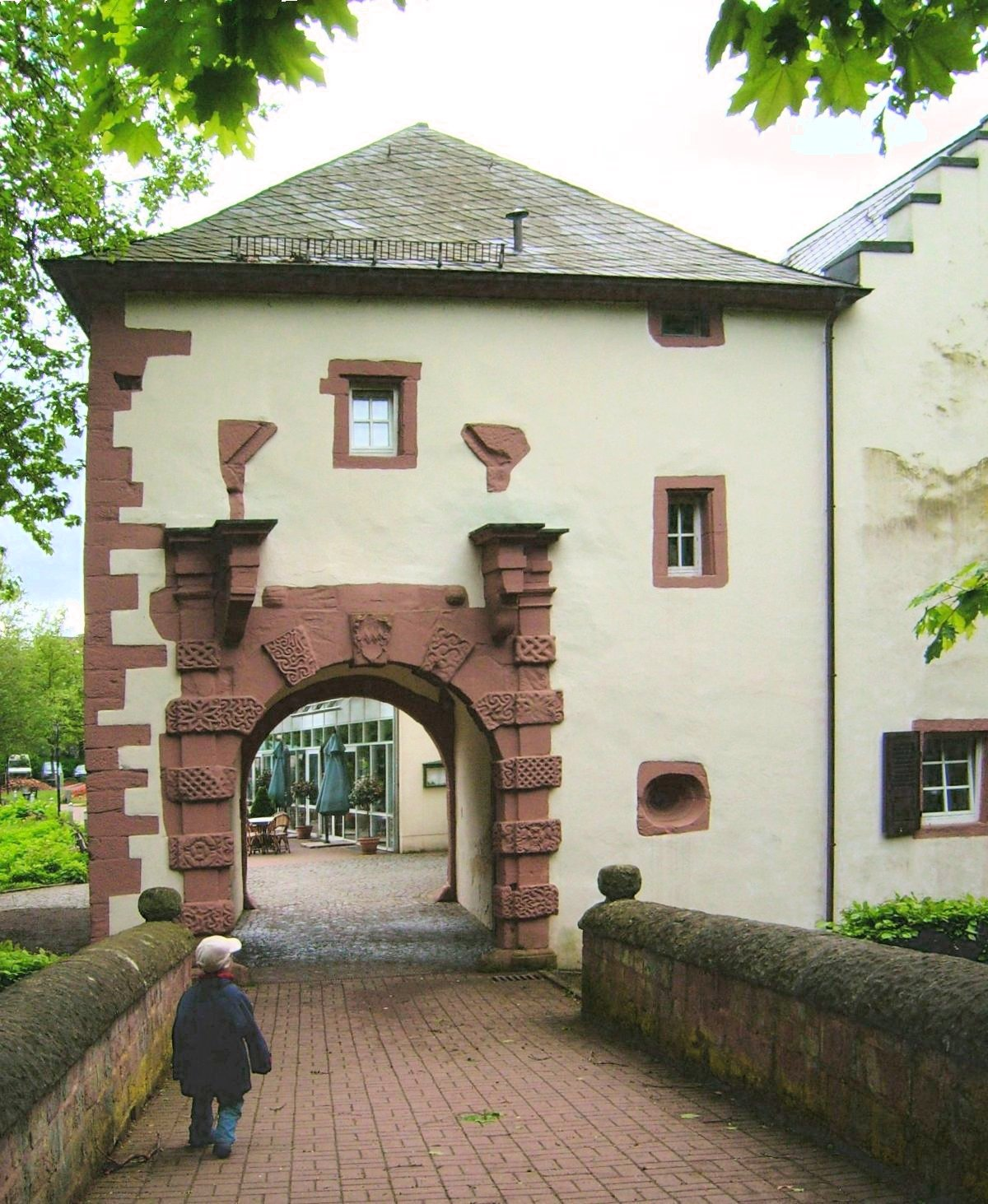
Tordurchfahrt
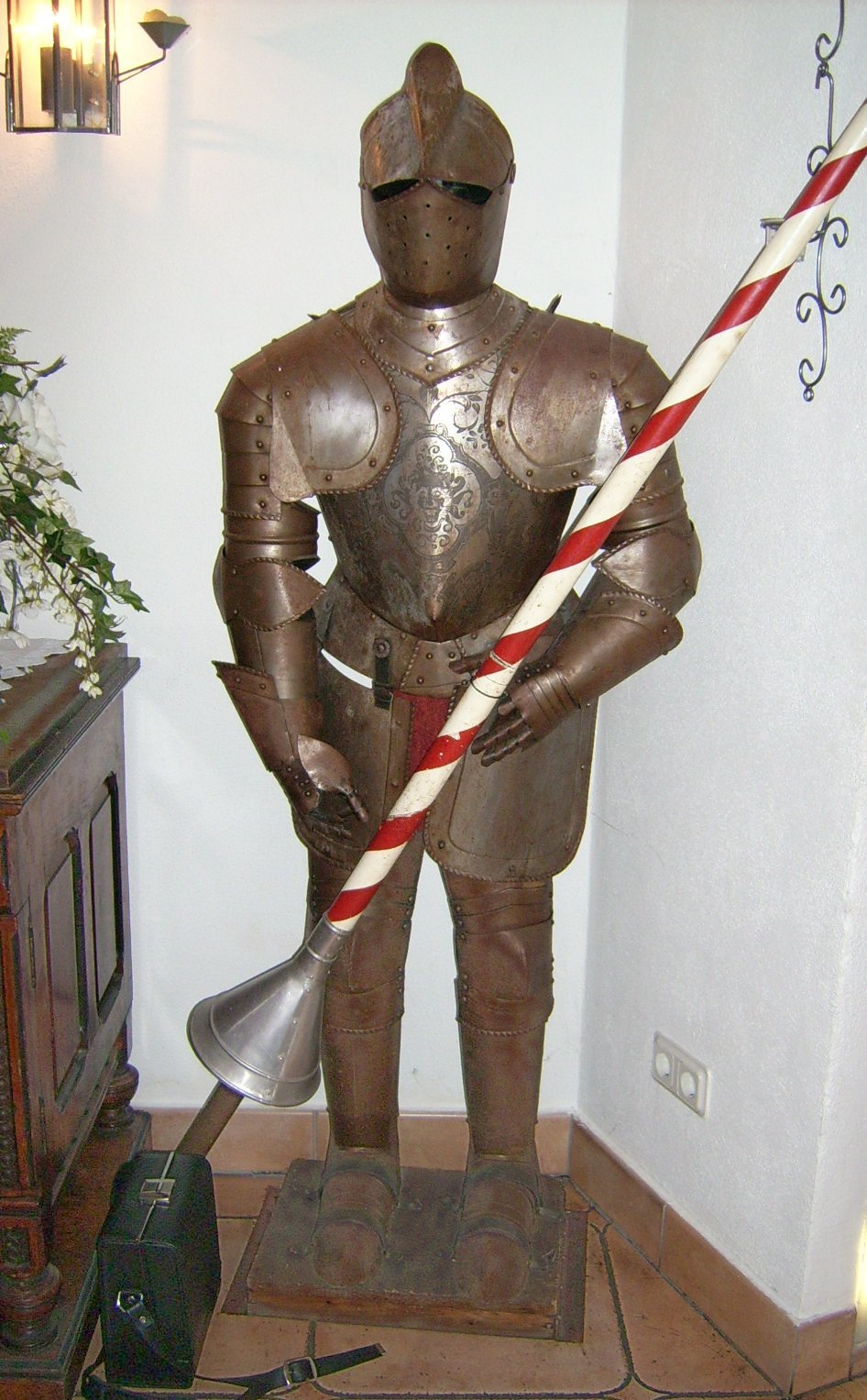
Rüstung
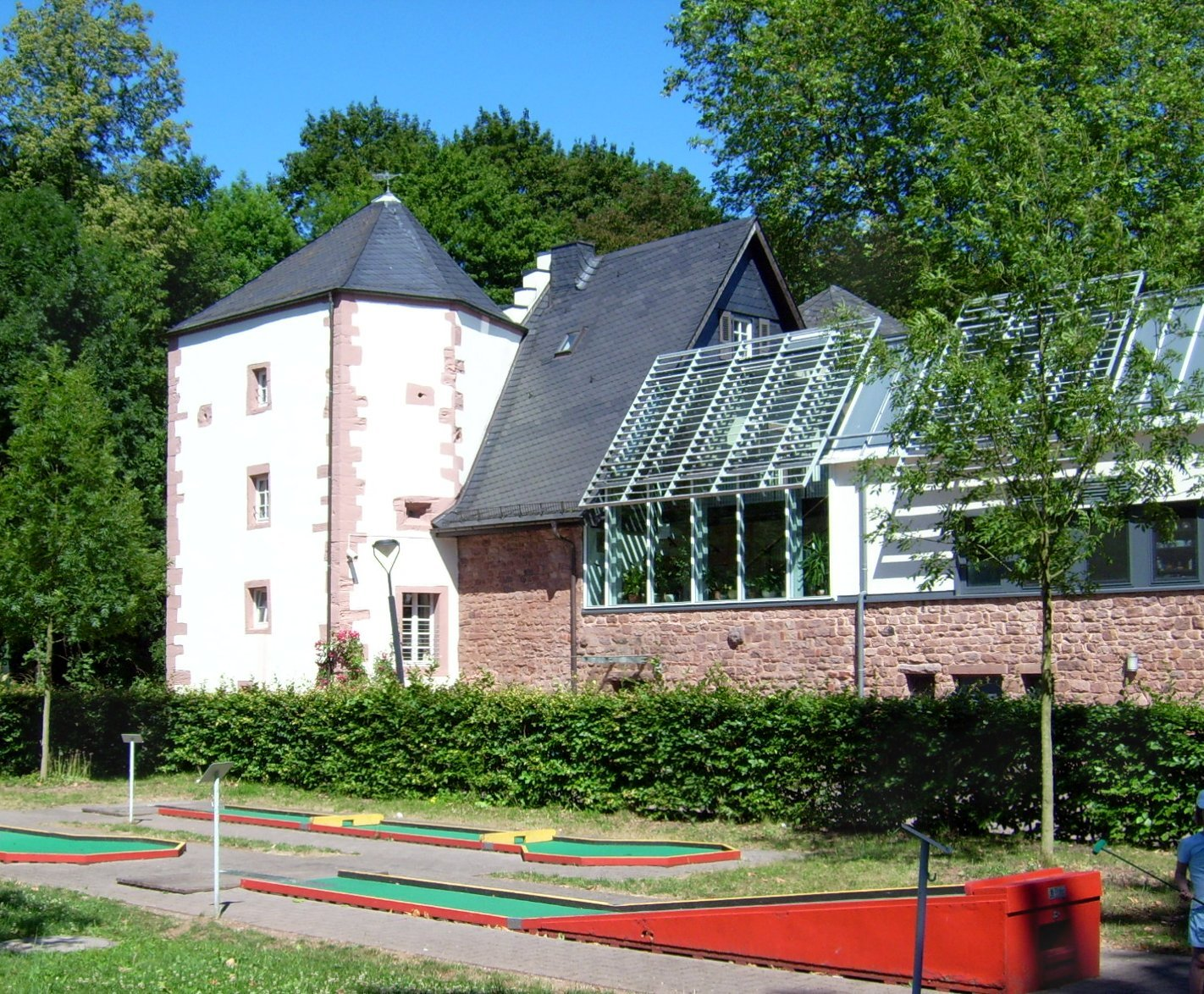
Außenansicht
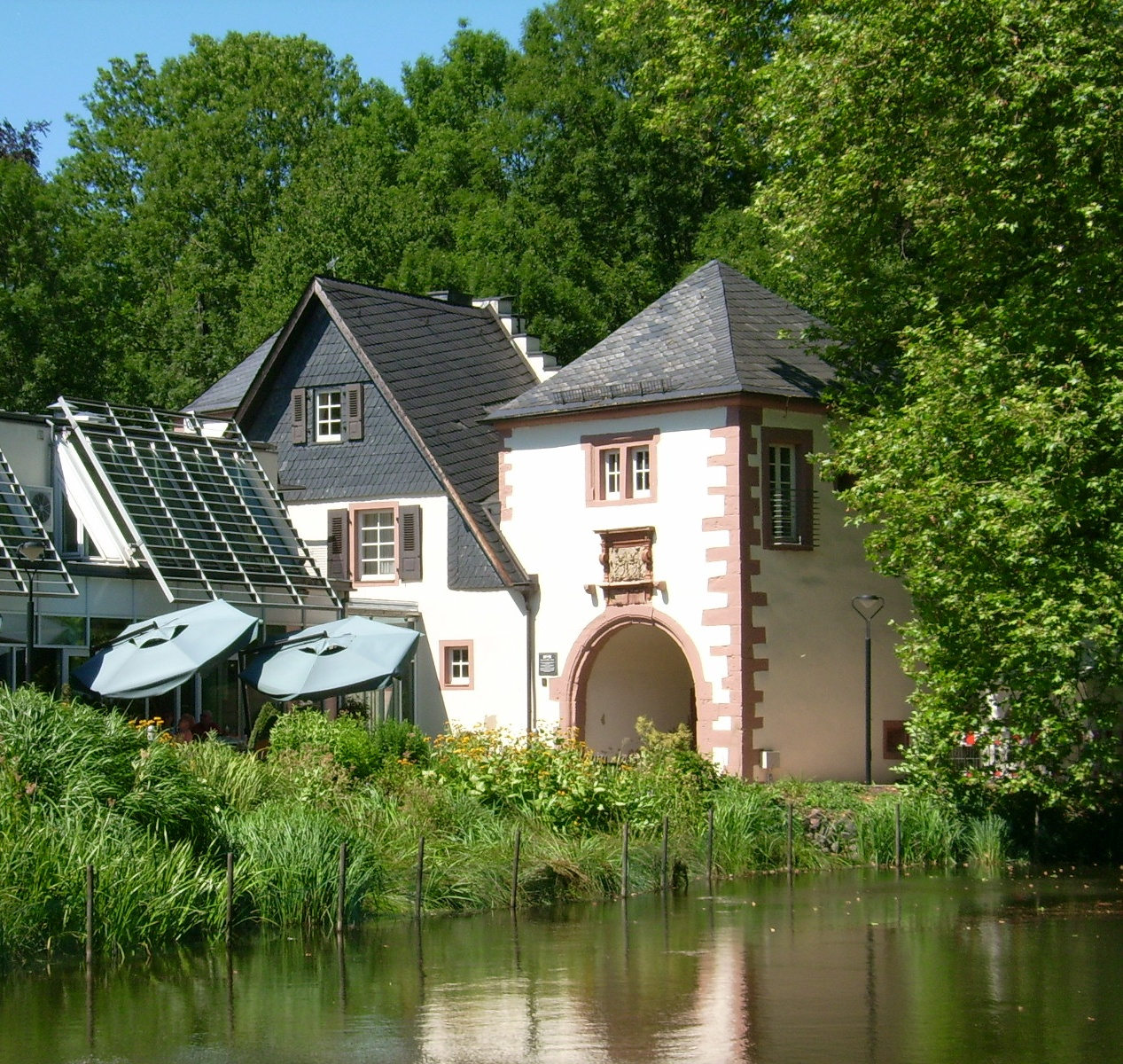
Burgweiher
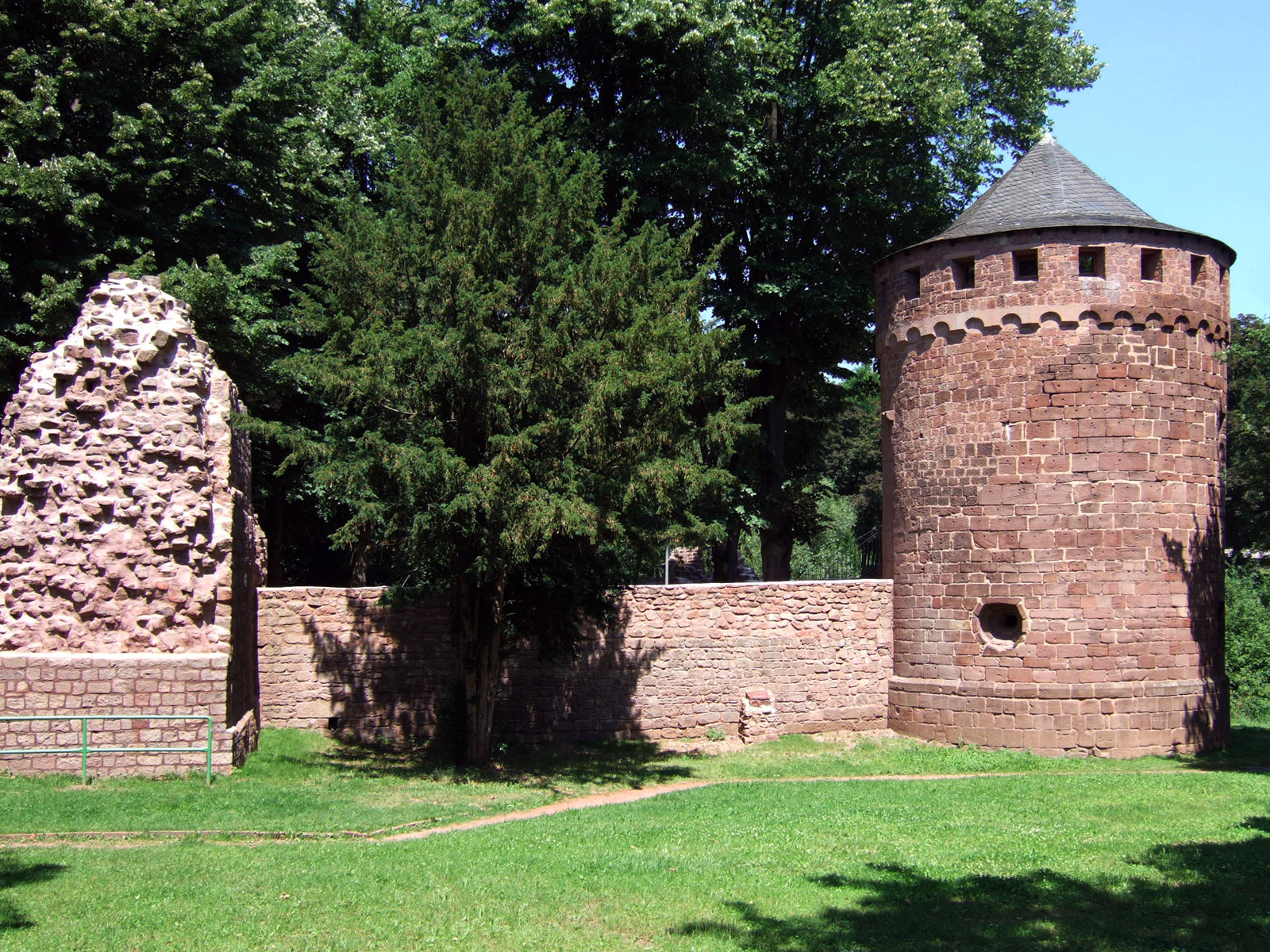
Rundturm und Burgmauer
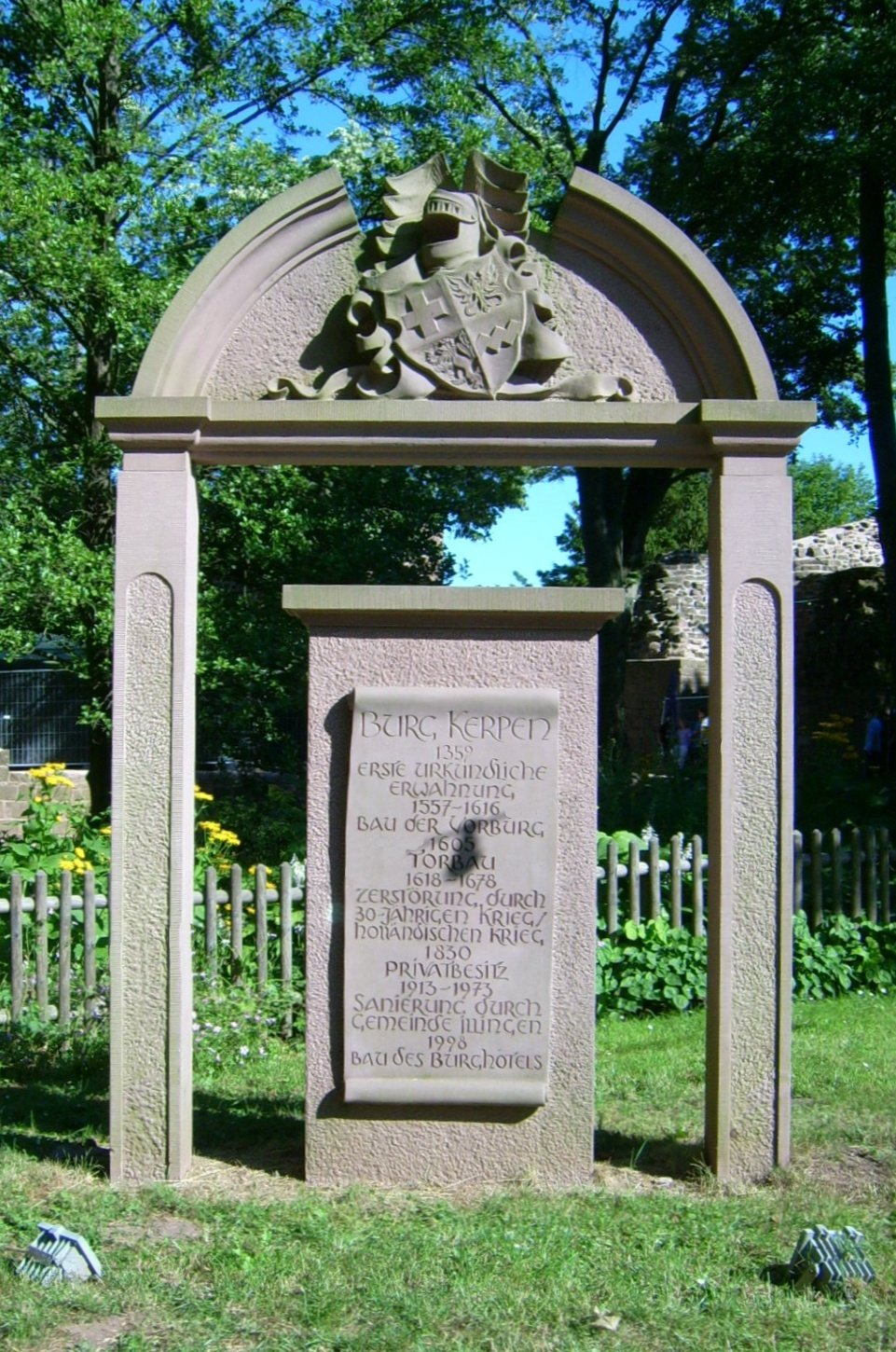
Urkunde